# Sloveens Bevrijdingsfront

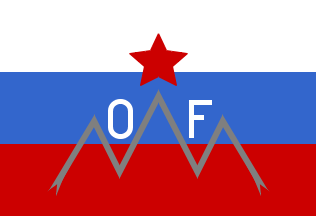
Vlag van het Bevrijdingsfront. De zigzag is een stilering van de Triglav.

Het Sloveens Bevrijdingsfront (Sloveens: Osvobodilna fronta, afgekort OF) was een op 27 april 1941 ten huize van Josip Vidmar in Ljubljana opgerichte organisatie ter bevrijding van de door Slovenen bewoonde bezette gebieden in Joegoslavië, Oostenrijk, Hongarije en Italië. Tot de Duitse aanval op de Sovjet-Unie heette het OF Anti-imperialistisch Front.
Initiatiefnemer tot de oprichting van het bevrijdingsfront was in eerste instantie de Communistische Partij van Slovenië, daarnaast echter ook christendemocraten (de fractie van Janez Krek), de Sokol-organisatie en een deel van de links en liberaal georiënteerde intelligentsia. Tijdens de eerste bijeenkomst werd tot de opname van de gewapende strijd en de vorming van het Sloveense partizanenleger besloten.
Programma:
- Uitgangspunt voor de bevrijding en vereniging van alle Slovenen is de gewapende strijd tegen de bezetter;
- Na de bevrijding grijpt het OF de macht in heel Slovenië en voert de volksdemocratie in;
- Na de bevrijding zal het Sloveense volk zelfstandig bepalen welke bestuursorde in het "Verenigde Slovenië" zal gelden;
- Het volksleger bestaat uit de Sloveense partizanen eenheden van het bevrijdingsfront en de "Volksverdediging" (die zich tot de politieke afdeling in het bevrijdingsfront ontwikkelde)

Op 28 februari 1943 nam het OF de Dolomietenverklaring (genoemd naar de Sloveense Dolomieten bij Horjul) aan, waarin de Communistische Partij het monopolie op de besluitvorming binnen het OF werd toegekend met de belofte dat het pluralisme in de beweging na de oorlog zou worden hersteld. De OF organiseerde in 1943 de Assemblee van Kočevje, een Sloveense volksvertegenwoordiging in oorlogstijd, die besloot tot aansluiting bij de Anti-Fascistische Raad voor de Nationale Bevrijding van Joegoslavië (AVNOJ). De aansluiting vond plaats onder benadrukking van de Sloveense autonomie in een nieuw op te richten Joegoslavië, waarin Slovenië over met name een eigen munteenheid en eigen leger zou beschikken. De communistische partij in Primorska, het voormalige Oostenrijkse kroonland Küstenland dat sinds 1918 deel van Italië was, sloot in 1936 een samenwerkingspact met de in 1924 opgerichte Sloveense nationalistische verzetsorganisatie TIGR. 
Het Sloveens Bevrijdingsfront beschikte gedurende de bezettingstijd over een aantal ondergrondse instellingen: een eigen theater, verschillende hospitalen, kranten, tijdschriften een radioprogramma en orkesten. 